# 인더스파크로
인더스파크로(Induspark-ro)는 충청남도 당진시 합덕읍 석우리에 있는 당진시의 도로로, 총 연장은 526m이다. 이름이 유래된 것은 인더스파크 단지가 조성되는 것에서 유래되었다.

## 역사
- 2017년 8월 10일 : 도로명으로 인더스파크로를 고시

## 지리

### 주요 경유지
- 당진시
  - 합덕읍 (석우리)

### 접촉하는 도로
- 예덕로

### 주요 건물 및 시설
- 수석 당진공장 (인더스파크로 21/석우리 1210)
- 동아제약 당진공장 (인더스파크로 22/석우리 1219)
- 종근당건강 합덕공장, 당진신공장 (인더스파크로 170/석우리 1194)